# Búfal nan
El búfal nan, vermell o forestal (Syncerus caffer nanus) és una subespècie de búfal africà, de la família Bovidae, caracteritzada per la seva poca grandària com a adaptació a la vida a la selva, que requereix un cos petit i compacte per a poder moure's en l'espessor vegetal. A més, a causa de l'escassetat d'herbes que li serveixin d'aliment, una gran massa corpòria seria un desavantatge. A les àrees de distribució en les quals coincideix amb altres varietats de búfal es creua sense cap problema.

## Descripció
Aquesta espècie és una varietat del búfal del Cap. Aquests són molt més petits i lleugers, amb un pes d'entre 250 a 320 kg. El pes no és l'única diferenciació; aquesta subespècie té la pell d'un color marró vermellós, que és més fosc a l'àrea facial. Els mascles tenen un color molt més fosc a la cara i en part del coll i banyes més grans, mentre que les femelles tenen tot el cos de color vermellós i banyes més petites inclinades cap enrere. La forma i la grandària de les banyes d'aquesta espècie fan que siguin molt diferents d'altres subespècies. El S. c. nanus té banyes molt més petites que el Búfal del Cap, ja que les banyes d'aquest sovint creixen i es fusionen.

## Distribució geogràfica i hàbitat
S. c. nanus viu a les selves tropicals de l'Àfrica Occidental i Central; el seu hàbitat és una combinació de pantans, sabanes herbàcies, i les selves tropicals humides de l'Àfrica. Les sabanes són l'àrea on pastura el búfal, mentre que els pantans serveixen com llocs on jeure i rebolcar-se. Són molt rarament observats en el dosser dels boscos, encara que passen la major part del dia pasturant a les clarianes; la seva dieta està composta d'herbes i altres plantes que es troben en les sabanes.

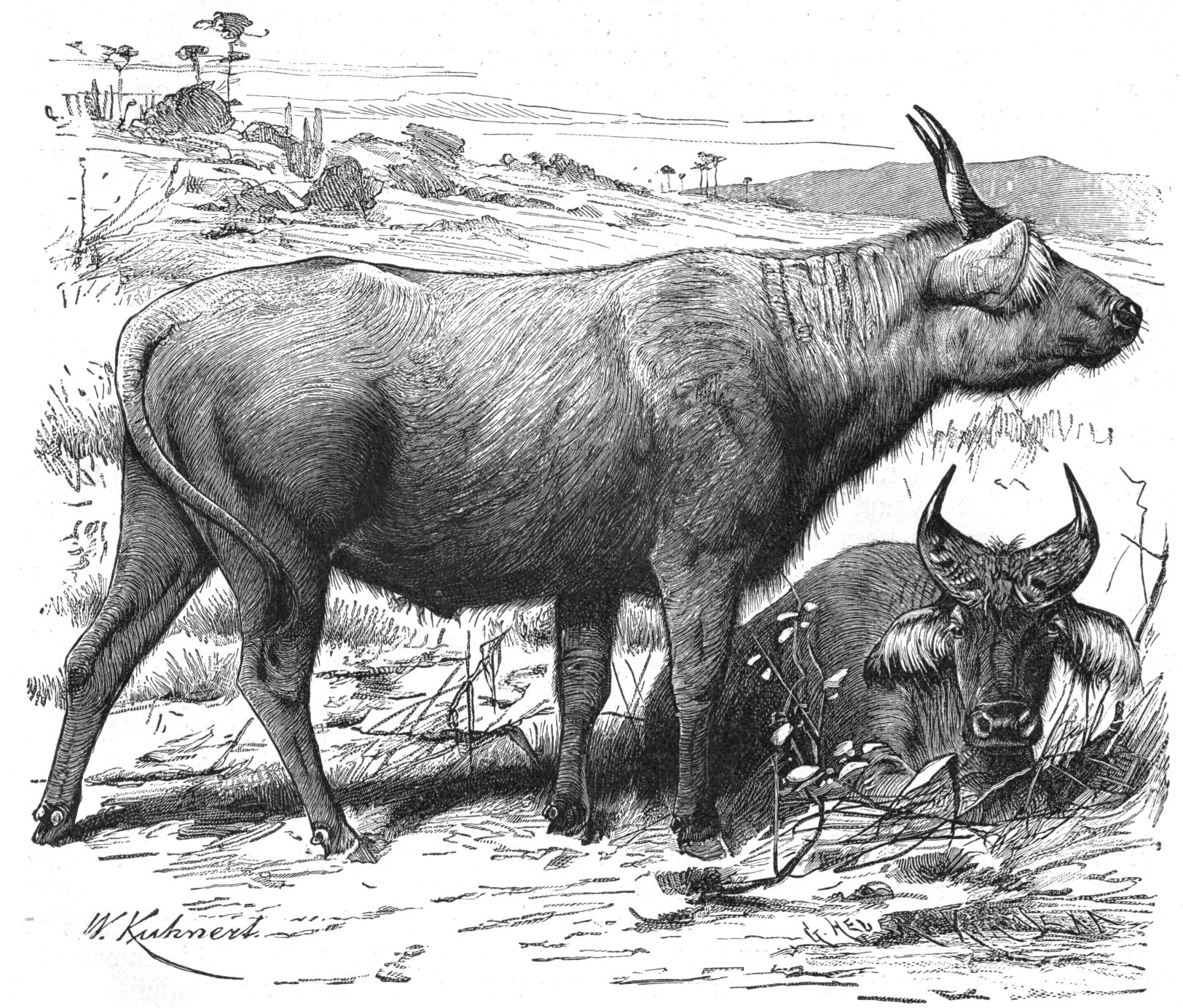
Dibuix de búfals nans en llur hàbitat. Publicat el 1927. Autor: Friedrich Wilhelm Kuhnert

La barreja d'hàbitats és essencial per al búfal de bosc. L'expansió i la invasió de la selva tropical cap a les sabanes i les clarejades de bosc són les majors dificultats en el manteniment de l'ecosistema. El búfal de bosc gaudeix d'antics camins forestals i pistes, on el bosc és menys dens i conté més herba i altres aliments. En aquestes zones el búfal del bosc depèn de l'herba que es pugui desenvolupar com a resultat de zones prèviament netejades.

## Comportament social

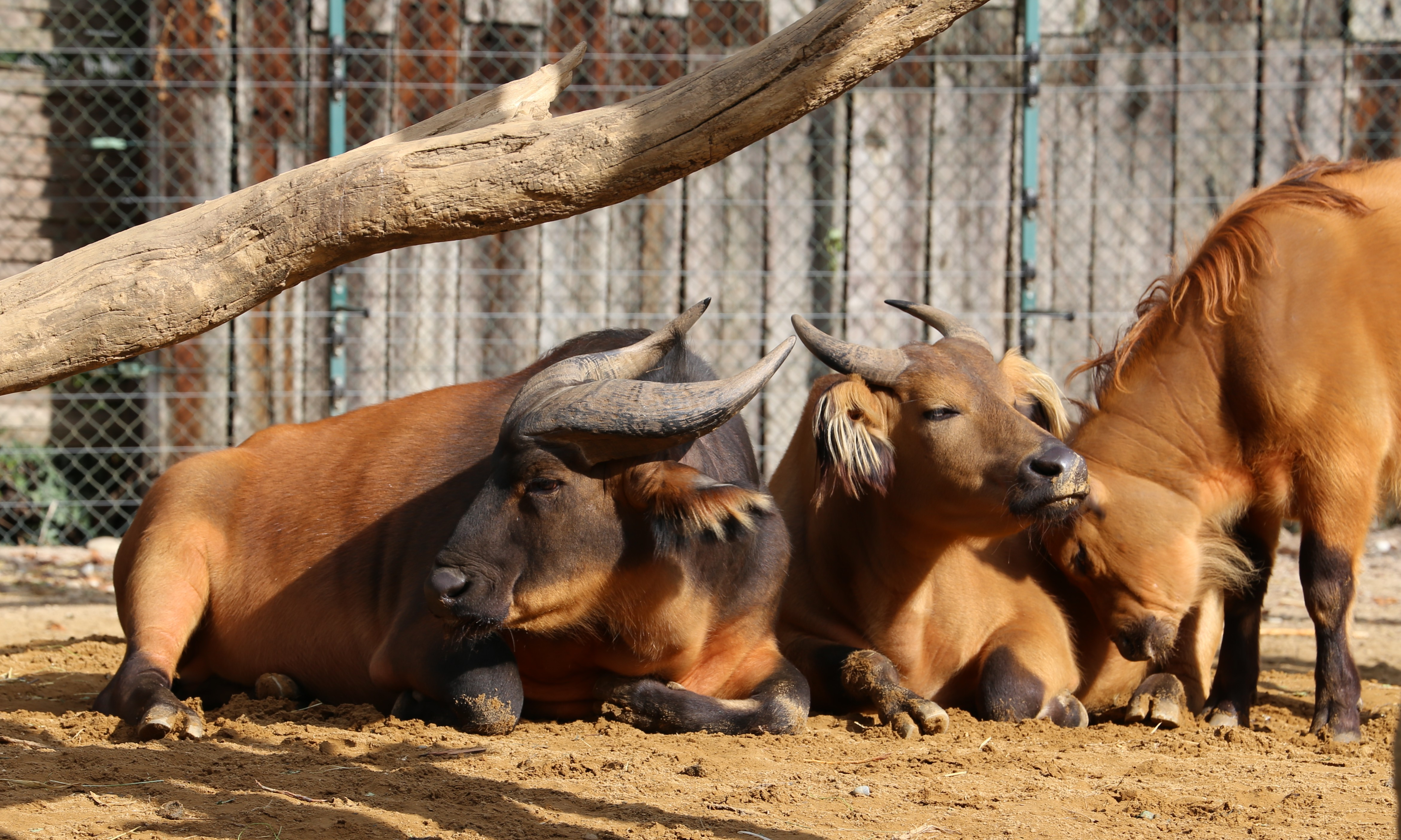
Grup de búfals nans en el Zoològic d'Augsburg

S. c. nanus s'agrupa en petits ramats, en comparació amb el búfal del Cap, ja que aquest segon pot arribar a formar ramats de més de mil membres. Sovint se'l veu en grups compostos per un mascle i un grup de femelles adultes i joves; però poques vegades més de trenta. Si estan en un grup gran dediquen més temps a la pastura; hi ha menys necessitat de vigilar als depredadors.
D'altra banda, els búfals mascle romanen en ramats de solters fins a l'estació humida, quan els joves s'ajunten amb les femelles, per aparellar-se i ajudar a protegir els vedells joves; després se'n van. Els individus solen romandre en el mateix ramat durant tota la seva vida.